# Basilique Notre-Dame-des-Sept-Douleurs de Šaštín

La basilique Notre-Dame-des-Sept-Douleurs de Šaštín est une église située à Šaštín-Stráže en Slovaquie. Elle est reconnue par l’Église catholique comme basilique mineure depuis le 23 novembre 1964,, et la Conférence épiscopale de Slovaquie lui donne également le statut de sanctuaire national. Elle est située dans l’archidiocèse de Bratislava.